# Циклооксигеназа
Циклооксигеназа (ЦОГ; офіційна назва — простагландин-ендопероксид-синтаза, ПЕПС англ. PTGS) — фермент (точніше, родина ізоферментів, КФ 1.14.99.1), що відповідає за утворення простаноїдів, а зокрема тромбоксану і простагландинів, як-от простацикліну, з арахідонової кислоти.
Медикаментозне інгібування ЦОГ здатне зменшувати симптоми запалення, а зокрема біль. Нестероїдні протизапальні препарати (НПЗП), як-от ацетилсаліцилова кислота та ібупрофен, проявляють свої ефекти шляхом інгібування ЦОГ. Препарати, що діють специфічно на ЦОГ-2, називаються коксибами. Припускається, що активний метаболіт (AM404) парацетамолу здатен проявляти частину свого болетамувального ефекту через свої ЦОГ-інгібувальні властивості.
У медицині скорочення ЦОГ трапляється частіше, аніж PTGS. У генетиці скорочення PTGS офіційно використовується для позначення родини генів і білків, оскільки скорочення COX (латинська версія ЦОГ) уже застосовується для позначення родини цитохром с-оксидази. Тому два людських ізоферменти PTGS1 і PTGS2 у медичній літературі часто називають ЦОГ-1 і ЦОГ-2. Назви простагландин синтаза (ПГС), простагландин синтетаза (ПГС) та простагландин-ендопероксид синтетаза (ПЕС) є старішими термінами, що інколи застосовуються замість ЦОГ.

## Фармакологія

### Класичні НПЗП

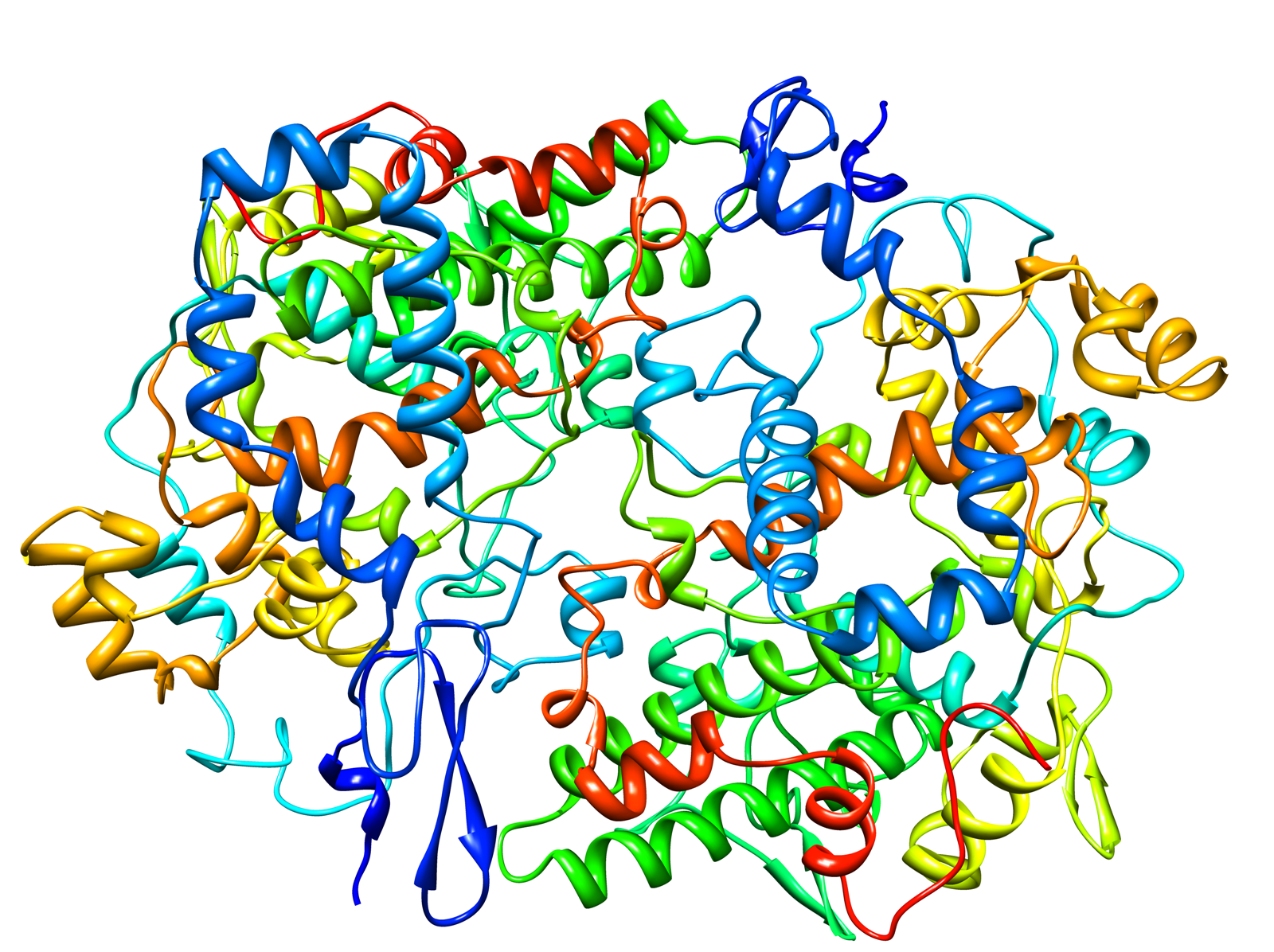
Простагландин Н2-Синтаза-1 Комплекс PDB

Класичні інгібітори ЦОГ не є селективними та інгібують всі типи ЦОГ. У підсумку, пригнічення синтезу простагландинів та тромбоксану має ефект зменшення запалення, а також жарознижувальну, антитромботичну та знеболювальну дію. Найчастішим несприятливим наслідком НПЗЗ, є подразнення слизової шлунка, оскільки простагландини зазвичай, виконують захисну роль у шлунково-кишковому тракті. Деякі НПЗЗ також кислотні, що може завдати додаткової шкоди шлунково-кишковому тракту людини.